# Gojko Pijetlović
Gojko Pijetlović (em sérvio:  Гојко Пијетловић; Novi Sad, 7 de agosto de 1983) é um jogador de polo aquático sérvio, campeão olímpico.

## Carreira

### Jogos Olímpicos
Pijetlović fez parte do elenco bronze olímpico de Londres 2012. Quatro anos depois integrou a equipe da Sérvia medalha de ouro nos Jogos do Rio de Janeiro.